# Патрік Сільвестр
Патрік Сільвестр (нім. Patrick Sylvestre, нар. 1 вересня 1968, Ла Шо-де-Фон) — колишній швейцарський футболіст, що грав на позиції півзахисника.
Виступав, зокрема, за клуби «Лугано» та «Лозанна», а також національну збірну Швейцарії, разом з якою був учасником чемпіонату світу та Європи.

## Клубна кар'єра
У дорослому футболі дебютував 1986 року виступами за команду «Ла Шо-де-Фон», в якій провів два сезони, взявши участь у 60 матчах чемпіонату.
Своєю грою за цю команду привернув увагу представників тренерського штабу клубу «Лугано», до складу якого приєднався влітку 1988 року. Відіграв за команду з Лугано наступні п'ять сезонів своєї ігрової кар'єри. Більшість часу, проведеного у складі «Лугано», був основним гравцем команди і у останньому сезоні за клуб  виборов титул володаря Кубка Швейцарії.
Влітку 1993 року уклав контракт з «Лозанною», у складі якої провів наступні два роки своєї кар'єри гравця. Граючи у складі «Лозанни» також здебільшого виходив на поле в основному складі команди.
Завершив професійну ігрову кар'єру у клубі «Сьйон», за команду якого виступав протягом 1995—1997 років. У першому сезоні Сільвестр виграв з командою Кубок Швейцарії, а у наступному зробив з клубом «золотий дубль», після чого завершив ігрову кар'єру у віці 29 років.

## Виступи за збірну
13 грудня 1989 року дебютував в офіційних іграх у складі національної збірної Швейцарії в товариському матчі проти збірної Іспанії (1:2). 
У складі збірної був учасником чемпіонату світу 1994 року у США, де зіграв лише в одному матчі групового етапу з румунами (4:1). У вересні того ж року провів свій останній матч за збірну в грі проти ОАЕ. Згодом Сільвестр потрапив в заявку на чемпіонат Європи 1996 року в Англії, проте на поле там так і не вийшов.
Протягом кар'єри у національній команді, яка тривала 6 років, провів у формі головної команди країни лише 11 матчів.

## Титули і досягнення
- Чемпіон Швейцарії (1):

«Сьйон»: 1996–97
- Володар Кубка Швейцарії (3):

«Лугано»: 1992–93
«Сьйон»: 1995–96, 1996–97